# بيتر كوكس (سياسي)
بيتر كوكس (بالإنجليزية: Peter Cox)‏ هو سياسي أسترالي، ولد في 4 ديسمبر 1925، وتوفي في 6 أكتوبر 2008. حزبياً، نشط في حزب العمال الأسترالي. وقد انتخب عضو الجمعية التشريعية نيو ساوث ويلز.